# Deux-Évailles
Deux-Évailles è un comune francese di 208 abitanti situato nel dipartimento della Mayenne nella regione dei Paesi della Loira.

## Società

### Evoluzione demografica
Abitanti censiti